# II liga polska w piłce nożnej (2005/2006)
II liga 2005/2006 – 58. edycja rozgrywek drugiego poziomu ligowego piłki nożnej mężczyzn w Polsce. Wzięło w nich udział 18 drużyn, grając systemem kołowym. Sezon ligowy rozpoczął się 29 lipca 2005, a ostatnie mecze rozegrano 10 czerwca 2006. Pierwszą bramkę rozgrywek zdobył w 6. minucie meczu Lechia Gdańsk – Jagiellonia Białystok zawodnik gości Jacek Chańko (mecz zakończył się wynikiem 1:1).

## Drużyny
| Uczestnicy poprzedniej edycji                                                                                 | Uczestnicy poprzedniej edycji | Uczestnicy poprzedniej edycji | Uczestnicy poprzedniej edycji |
| --- | ----------------------------- | ----------------------------- | ----------------------------- |
| przegrany baraży o I ligę                                                                                     |                               |                               |                               |
| WID | Widzew Łódź                   | 4                             |                               |
| pozostałe drużyny                                                                                             |                               |                               |                               |
| POD | Podbeskidzie Bielsko-Biała    | 5                             |                               |
| JAG | Jagiellonia Białystok         | 6                             |                               |
| ZSO | Zagłębie Sosnowiec            | 7                             |                               |
| ZAW | Zawisza Bydgoszcz (2)         | 81                            |                               |
| ŁKS | ŁKS Łódź                      | 9                             |                               |
| KSZ | KSZO Ostrowiec Świętokrzyski  | 10                            |                               |
| ŚWI | Świt Nowy Dwór Mazowiecki     | 11                            |                               |
| GPO | Górnik Polkowice              | 12                            |                               |
| po barażach o utrzymanie                                                                                      |                               |                               |                               |
| PIA | Piast Gliwice                 | 13                            |                               |
| RCH | Ruch Chorzów                  | 14                            |                               |
| SZJ | Szczakowianka Jaworzno        | 15                            |                               |
| RAD | Radomiak Radom                | 16                            |                               |
| Awans z III ligi 2004/2005                                                                                    |                               |                               |                               |
| grupa I |                               |                               |                               |
| DRW | Drwęca Nowe Miasto Lubawskie  | 1                             |                               |
| grupa II |                               |                               |                               |
| LGD | Lechia Gdańsk                 | 1                             |                               |
| grupa III |                               |                               |                               |
| ŚLĄ | Śląsk Wrocław                 | 1                             |                               |
| grupa III (po barażach)                                                                                       |                               |                               |                               |
| PBT | Polonia Bytom                 | 2                             |                               |
| grupa IV |                               |                               |                               |
| HEK | HEKO Czermno                  | 1                             |                               |
| Oznaczenia: - kolumna pierwsza – skróty nazw drużyn, - kolumna trzecia – miejsce zajęte w poprzednim sezonie. |                               |                               |                               |

Objaśnienia:
1. Kujawiak Włocławek w lutym 2006 przeniósł się do Bydgoszczy i występował pod nazwą Zawisza Bydgoszcz.

## Rozgrywki
Uczestnicy rozegrali 34. kolejki ligowe po 8 meczów każda (razem 306 spotkań) w dwóch rundach: jesiennej i wiosennej.
Mistrz i wicemistrz II ligi uzyskali awans do I ligi, zespół z 3. miejsca rozegrał dwumecz barażowy o wejście do I ligi z 14. zespołem najwyższej klasy rozgrywkowej. Do III ligi spadły 3 ostatnie drużyny, zaś zespoły z miejsc 12–15 rozegrały baraże o utrzymanie z wicemistrzami grup trzeciego poziomu ligowego. Drużyny z miejsc 4–11 miały zapewniony udział w II lidze na kolejny sezon. Pierwotnie do III ligi miały być relegowane 4 drużyny, zmieniło się to jednak w związku z fuzją Lecha Poznań i Amiki Wronki po sezonie 2005/2006.

### Tabela
| Lp. | Drużyna                          | M  | Z  | R  | P  | Bramki | Bramki | Różn. | Pkt | Uwagi                             | Bezpośrednio            |
| --- | -------------------------------- | -- | -- | -- | -- | ------ | ------ | ----- | --- | --------------------------------- | ----------------------- |
| 1   | Widzew Łódź (M) (A)              | 34 | 18 | 8  | 8  | 53     | 28     | +25   | 62  | Awans do I ligi                   |                         |
| 2   | ŁKS Łódź (A)                     | 34 | 15 | 13 | 6  | 42     | 21     | +21   | 58  | Awans do I ligi                   |                         |
| 3   | Jagiellonia Białystok            | 34 | 15 | 11 | 8  | 48     | 30     | +18   | 56  | Baraże o I ligę                   | JAG–ŚLĄ 2:0 ŚLĄ–JAG 4:2 |
| 4   | Śląsk Wrocław                    | 34 | 16 | 8  | 10 | 38     | 35     | +3    | 56  |                                   | JAG–ŚLĄ 2:0 ŚLĄ–JAG 4:2 |
| 5   | Zagłębie Sosnowiec               | 34 | 15 | 9  | 10 | 48     | 34     | +14   | 54  |                                   |                         |
| 6   | Zawisza Bydgoszcz (2)            | 34 | 13 | 14 | 7  | 38     | 26     | +12   | 53  |                                   |                         |
| 7   | Ruch Chorzów                     | 34 | 14 | 9  | 11 | 50     | 36     | +14   | 51  |                                   |                         |
| 8   | Piast Gliwice1                   | 34 | 15 | 13 | 6  | 44     | 33     | +11   | 48  |                                   |                         |
| 9   | KSZO Ostrowiec Świętokrzyski     | 34 | 12 | 10 | 12 | 37     | 41     | −4    | 46  |                                   |                         |
| 10  | Lechia Gdańsk                    | 34 | 11 | 12 | 11 | 33     | 39     | −6    | 45  | LGD–GPO 3:2 GPO–LGD 1:3           |                         |
| 11  | Górnik Polkowice                 | 34 | 12 | 9  | 13 | 36     | 37     | −1    | 45  | LGD–GPO 3:2 GPO–LGD 1:3           |                         |
| 12  | HEKO Czermno2 (S)                | 34 | 10 | 13 | 11 | 40     | 42     | −2    | 43  | Baraże o II ligę Drużyna wycofana |                         |
| 13  | Podbeskidzie Bielsko-Biała       | 34 | 9  | 14 | 11 | 37     | 38     | −1    | 41  | Baraże o II ligę                  |                         |
| 14  | Radomiak Radom (S)               | 34 | 8  | 11 | 15 | 39     | 46     | −7    | 35  | Baraże o II ligę                  | RAD–POL 1:0 POL–RAD 0:2 |
| 15  | Polonia Bytom                    | 34 | 9  | 8  | 17 | 32     | 51     | −19   | 35  | Baraże o II ligę                  | RAD–POL 1:0 POL–RAD 0:2 |
| 16  | Świt Nowy Dwór Mazowiecki (S)    | 34 | 7  | 9  | 18 | 27     | 54     | −27   | 30  | Spadek do III ligi                |                         |
| 17  | Szczakowianka Jaworzno (S)       | 34 | 7  | 8  | 19 | 28     | 63     | −35   | 29  | Spadek do III ligi                |                         |
| 18  | Drwęca Nowe Miasto Lubawskie (S) | 34 | 5  | 11 | 18 | 31     | 47     | −16   | 26  | Spadek do III ligi                |                         |

## Baraże o II ligę
Po zakończeniu sezonu II i III ligi rozegrano dwumecze barażowe o 4 miejsca w drugiej klasie rozgrywkowej w sezonie 2006/2007 między zespołami z miejsc 13–16 II ligi i wicemistrzami grup III ligi:
- 12. drużyna II ligi i wicemistrz III ligi grupy IV – HEKO Czermno i Stal Stalowa Wola
- 13. drużyna II ligi i wicemistrz III ligi grupy I – Podbeskidzie Bielsko-Biała i Pelikan Łowicz
- 14. drużyna II ligi i wicemistrz III ligi grupy III – Radomiak Radom i Odra Opole
- 15. drużyna II ligi i wicemistrz III ligi grupy II – Polonia Bytom i Unia Janikowo.

Miejsca na drugim poziomie ligowym nie utrzymały HEKO i Radomiak.
| 15 czerwca 2006 | Stal Stalowa Wola | 1:0   | HEKO Czermno |                                                                                 |
| 17:00           | Iwanicki 28'      | (1:0) |              | Stalowa Wola, Stadion MOSiR Widzów: 3000 Sędzia: Marek Mikołajewski (Ciechanów) |

| 18 czerwca 2006 | HEKO Czermno           | 2:1   | Stal Stalowa Wola |                                                                       |
| 17:00           | Folc 9' · Kanarski 77' | (1:0) | Krawiec 55'       | Czermno, Stadion HEKO Widzów: 400 Sędzia: Adam Lyczmański (Bydgoszcz) |

Wynik dwumeczu – 2:2, zwycięstwo Stali dzięki bramce zdobytej na wyjeździe.
| 15 czerwca 2006 | Pelikan Łowicz | 1:1   | Podbeskidzie Bielsko-Biała |                                                                  |
| 17:00           | Kowalczyk 75'  | (0:0) | Podstawek 59'              | Łowicz, Stadion Pelikana Widzów: 1750 Sędzia: Paweł Gil (Lublin) |

| 18 czerwca 2006 | Podbeskidzie Bielsko-Biała                            | 5:2   | Pelikan Łowicz               |                                                                              |
| 17:00           | Chrapek 20', 42', 84' · Kołodziej 78' · Masternak 90' | (2:1) | Kowalczyk 14' · Kosiorek 67' | Bielsko-Biała, Stadion Miejski Widzów: 2200 Sędzia: Grzegorz Dubiel (Kraków) |

Wynik dwumeczu – 6:3 dla Podbeskidzia.
| 15 czerwca 2006 | Odra Opole    | 1:1   | Radomiak Radom |                                                             |
| 17:00           | Nakielski 50' | (0:1) | Kacprzak 6'    | Opole, Stadion Odry Widzów: 4000 Sędzia: Marek Ryżek (Piła) |

| 18 czerwca 2006 | Radomiak Radom                                                                       | 1:1 (pd.)               | Odra Opole                                                                            |                                                                         |
| 17:00           | Wachowicz 37'                                                                        | (1:1, 1:1, 1:1, k. 2:4) | Ganowicz 18'                                                                          | Radom, Stadion Radomiaka Widzów: 8500 Sędzia: Jarosław Żyro (Bydgoszcz) |
| 17:00           | · Krzysztof Nykiel · Zbigniew Wachowicz · Dariusz Rysiewski · Swetosław Byrkaniczkow | Rzuty karne             | · Marcin Rogowski · Marcel Surowiak · Marek Tracz · Dariusz Filipczak · Piotr Plewnia | Radom, Stadion Radomiaka Widzów: 8500 Sędzia: Jarosław Żyro (Bydgoszcz) |

Wynik dwumeczu – 2:2, zwycięstwo Odry w rzutach karnych.
| 15 czerwca 2006 | Unia Janikowo | 0:0 | Polonia Bytom |                                                                           |
| 17:00           |               |     |               | Janikowo, Stadion Miejski Widzów: 4000 Sędzia: Piotr Siedlecki (Szczecin) |

| 18 czerwca 2006 | Polonia Bytom | 1:0   | Unia Janikowo |                                                                                          |
| 17:00           | Rybski 62'    | (0:0) |               | Bytom, Stadion im. Edwarda Szymkowiaka Widzów: 2500 Sędzia: Piotr Aleksandrowicz (Radom) |

Wynik dwumeczu – 1:0 dla Polonii.

## Strzelcy
| Gole | Strzelcy            | Drużyna                       |
| ---- | ------------------- | ----------------------------- |
| 20   | Bartłomiej Grzelak  | Widzew Łódź                   |
| 18   | Gražvydas Mikulėnas | Zawisza (2) 4/ Ruch 14        |
| 12   | Igor Sypniewski     | ŁKS Łódź                      |
| 11   | Krzysztof Trela     | HEKO Czermno                  |
| 11   | Hadis Zubanović     | Zagłębie Sosnowiec            |
| 10   | Grzegorz Pater      | TS Podbeskidzie Bielsko-Biała |
| 10   | Mariusz Śrutwa      | Ruch Chorzów                  |

Kompletna klasyfikacja strzelców – 90minut.pl